# Peperomia chrysleri
Peperomia chrysleri är en pepparväxtart som beskrevs av Truman George Yuncker. Peperomia chrysleri ingår i släktet peperomior, och familjen pepparväxter. Inga underarter finns listade i Catalogue of Life.